# 円星科技
円星科技股份有限公司（英語：M31 Technology Corporation），簡稱M31。營運總部位於臺灣新竹縣台元科技園區，是半導體矽智財開發商。其客戶包含全球各半導體廠例如台積電及各晶片設計公司，營收主要來自智慧財產授權金及權利金。

## 歷史
円星科技成立於2011年10月，創辦人林孝平。於2019年1月上櫃。

## 產品
円星科技產品包括高速介面矽智財（英語：High-speed Interface IP）設計如SerDes、USB、PCIe、MIPI、SATA，以及基礎矽智財（英語：Foundation IP），如標準元件庫、記憶體產生器 、和靜電防護輸出入元件庫。其IP可應用於車用電子，物聯網，儲存晶片，人工智慧，影像晶片 。

## 獎項
- 2012年，M31推出高效能、低功耗且小面積的USB實體層IP，成為台積電IP聯盟成員。
- 2013年，MIPI M-PHY通過台積電IP驗證中心計畫，獲得“ISO9000認證精品IP”殊榮，受台積電頒發「新興IP供應商」獎項。
- 2014年，完成台積電55nm嵌入式快閃記憶體製程的IP開發，被EE Times選為全球60家最值得關注的新創公司，同時獲中芯國際頒發「最佳創新IP供應商」。
- 2015年，切入台積電55nm ULP製程搶攻物聯網商機，並與英國的Imagination Technologies公司進行ULP技術合作。同年再獲中芯國際頒發「最佳創新IP供應商」。
- 2016年，開發28nm HPC+ ULL SRAM IP解決方案進軍智慧設備晶片市場，並推出28nm HPC+製程PCIe 3.0解決方案，以及完整的MIPI PHY解決方案。同年通過ISO 26262開發流程認證，進軍高端車用電子市場，MPHY IP亦獲ISO 26262 ASIL-B認證[8]。
- 2016年、2018年、2019年，三度獲得台積電「特殊制程IP合作夥伴」獎[9]。
- 2019年，完成台積電28nm嵌入式快閃記憶體製程的IP開發，GPIO、Memory Compiler等產品亦陸續通過「車用安全最高等級ISO 26262 ASIL-D」認證[10]。

## 競爭公司
- 新思[11]